# Symposiachrus
Symposiachrus là một chi chim trong họ Monarchidae.